# Pardomima amyntusalis
Pardomima amyntusalis is een vlinder uit de familie van de grasmotten (Crambidae), uit de onderfamilie van de Spilomelinae. De wetenschappelijke naam van deze soort is voor het eerst voorgesteld als Botys amyntusalis door Francis Walker in een publicatie uit 1859.

## Verspreiding
De soort komt voor in:
- het Afrotropisch gebied waaronder Ivoorkust, Congo-Kinshasa, Oeganda, Zambia, Mozambique en Madagaskar,
- het Oriëntaals gebied waaronder India, Sri Lanka en Indonesië,
- het Australaziatisch gebied waaronder Australië[1]

## Waardplanten
De rups leeft op soorten van het geslacht Coffea (Rubiaceae).